# Mary Schmich
Mary Schmich (Savannah, 29 novembre 1953) è una giornalista statunitense.

## Biografia
Editorialista del Chicago Tribune sin dal 1992, ha vinto un Premio Pulitzer nel 2012. I suoi editoriali sono distribuiti a livello nazionale dalla Tribune Content Agency. Dal 1985 al 2011 è stata autrice dei testi per il fumetto Brenda Starr, Reporter e nel 1997 ha scritto per il Tribune Advice, like youth, probably just wasted on the young, comunemente noto come Wear Sunscreen.
Il saggio di Schmich del 1º giugno 1997 inizia con l'esortazione di indossare la protezione solare e continua con consigli discorsivi per vivere senza rimpianti. Nella sua introduzione alla rubrica, lo descrisse come un commencement speech, un discorso di commiato ai laureati, come lo avrebbe pronunciato se le fosse stato chiesto di tenerne uno. 
Il testo iniziò a circolare su Internet, con l'affermazione erronea che si trattasse di un discorso di Kurt Vonnegut e l'errata attribuzione divenne una notizia quando Vonnegut fu contattato dai giornalisti per commentare. Disse al New York Times: "Quello che ha scritto è stato divertente, saggio e affascinante, quindi sarei stato orgoglioso se le parole fossero state mie."
Nel 1998 Schmich ha pubblicato in forma di saggio un breve adattamento del testo, intitolato Wear Sunscreen: A Primer for Real Life e nel 1999 Baz Luhrmann ha pubblicato una canzone intitolata Everybody's Free (To Wear Sunscreen) in cui il testo è letto parola per parola come scritto da Schmich e recitato dalla voce narrante del doppiatore australiano Lee Perry.